# Kékfarkú smaragdkolibri
A kékfarkú smaragdkolibri  (Chlorostilbon mellisugus) a madarak (Aves) osztályának a sarlósfecske-alakúak (Apodiformes) rendjéhez, ezen belül a kolibrifélék (Trochilidae) családjához tartozó faj.
A magyar név forrással nincs megerősítve.

## Előfordulása
Bolívia, Brazília, Kolumbia, Ecuador, Francia Guyana, Guyana, Aruba, Bonaire, Curaçao, Peru, Suriname, Trinidad és Tobago, valamint Venezuela területén honos. A természetes élőhelye szubtrópusi vagy trópusi síkvidéki nedves erdők, szubtrópusi vagy trópusi nedves hegyi erdők, valamint szántóföldek, ültetvények, erősen leromlott egykori erdők és városi területek.

## Alfajai
- Chlorostilbon mellisugus caribaeus Lawrence, 1871
- Chlorostilbon mellisugus chrysogaster (Bourcier, 1843)
- Chlorostilbon mellisugus duidae Zimmer & W. H. Phelps, 1952
- Chlorostilbon mellisugus mellisugus (Linnaeus, 1758)
- Chlorostilbon mellisugus nitens Lawrence, 1861
- Chlorostilbon mellisugus peruanus Gould, 1861
- Chlorostilbon mellisugus phoeopygus (Tschudi, 1844)
- Chlorostilbon mellisugus subfurcatus Berlepsch, 1887

## Megjelenése
Testhossza 7,5 centiméter.

## Szaporodás
|  |

## Külső hivatkozás
- Képek az interneten a fajról